# گمینا شرنگسک
گمینا شرنگسک (به لهستانی:  Gmina Szreńsk) یک گمینا در لهستان است که در شهرستان مواوا واقع شده‌است. گمینا شرنگسک ۱۰۹٫۶۶ کیلومتر مربع مساحت و ۴٬۳۶۶ نفر جمعیت دارد.